# Embalse del Chanza
El embalse del Chanza (en portugués: Barragem do Chança) está ubicado en la frontera entre España y Portugal en la parte occidental de la provincia de Huelva (Andalucía), en el cauce del río Chanza. El actual propietario es la Confederación Hidrográfica del Guadiana.